# Pałac w Dobrzycy
Pałac w Dobrzycy – klasycystyczny pałac położony w południowo-wschodniej części Dobrzycy. Mieści się w malowniczym parku krajobrazowym utrzymanym w stylu angielskim. Wybudowany w latach 1798–1799 przez czołowego architekta epoki klasycyzmu, twórcy między innymi pałacu w Śmiełowie i pałacu w Lubostroniu, Stanisława Zawadzkiego dla adiutanta i szefa kancelarii wojskowej króla Stanisława Augusta, generała Augustyna Gorzeńskiego. Od 1 stycznia 2019 roku zespół pałacowo-parkowy posiada status Pomnika Historii.
W pałacu mieści się Muzeum Ziemiaństwa w Dobrzycy Zespół Pałacowo-Parkowy, otwarte dla zwiedzających w 2005 r. – obecnym dyrektorem muzeum jest Wiesław Kaczmarek.

## Historia

### Dobrzyccy
Pierwsza wzmianka źródłowa o Dobrzycy zawarta jest w dokumencie z 1327 roku, w którym pojawia się jako świadek Mikołaj z Dobrzycy herbu Leszczyc. Ponad 100 lat później, prawdopodobnie ok. 1440 roku, za sprawą jednego z jego potomków w miejscu dzisiejszego pałacu powstała siedziba w formie drewnianego dworu z dostawioną murowana wieżą. Jej powstanie wiązać można zapewne z najwybitniejszym w XV w. przedstawicielem rodu, Tumlinem Dobrzyckim, związanym z otoczeniem starosty generalnego wielkopolski Łukasza Górki, za sprawą którego zapewne osiągnął m.in. urzędy burgrabiego kaliskiego i podwojewodziego kościańskiego.
Synowie Tumlina, Jan i Grzymko, zapoczątkowali dwie linie rodu. Pierwsza z nich, wywodząca się od Jana Dobrzyckiego, pozbyła się swojej części Dobrzycy pod koniec XVI w. na rzecz Bojanowskich (jako jej właściciele wymieniani są później także Mycielscy i Jaskólscy). Przedstawiciele drugiej linii rodu, wywodzącej się od Grzymka Dobrzyckiego, utrzymali się na swoim dziedzictwie aż do 1717 roku, wykupując pod koniec XVII wieku z rąk Jaskólskich pozostałą część Dobrzycy i skupiając ponownie podzielone dobra w jednym ręku.
W tym okresie znacznych zmian doznawała też dawna fortalicja z połowy XV w. Drewniany dwór zastąpiono budowlą murowaną, później dodatkowo jeszcze rozbudowaną. Jak wskazują zachowane opisy z lat 1667 i 1717, ok. połowy XVII wieku istniejąną wówczas „kamienicą na przykopie” rozbudowano o skrzydło południowe, nadając budowli zachowany do dziś, charakterystyczny kształt litery „L”.

### Gorzeńscy
W 1717 roku wdowa po Michale Dobrzyckim, Anna z Rydzewskich Dobrzycka, sprzedała Dobrzycę Aleksandrowi Gorzeńskiemu herbu Nałęcz, miecznikowi kaliskiemu. Po śmierci swej małżonki Anny z Iwanowic Koźmińskiej, wstąpił on do stanu duchownego i pnąc się po kolejnych szczeblach kariery kościelnej, osiągnął wysokie godności wikariusza generalnego i oficjała gnieźnieńskiego, które sprawował u boku trzech kolejnych prymasów – Teodora Potockiego, Krzysztofa Antoniego Szembeka i Adama Komorowskiego.
W 1739 roku Aleksander Gorzeński sprzedał Dobrzycę swemu synowi Antoniemu Gorzeńskiemu za sumę 145 tys. zł. Sumę tę podzielił częściowo pomiędzy dziewięcioro dzieci, a częściowo przeznaczył na budowę szpitala w Dobrzycy. Antoni Gorzeński, kolejno łowczy, stolnik i chorąży kaliski, a od 1769 r. chorąży poznański, żonaty był z Ludwiką z Błeszczyńskich kasztelanką bydgoską. Z małżeństwa tego urodziły się córki: Teresa z męża Grabowska, Kordula wydana za Jana Turno, Brygida i Aleksandra, które były zakonnicami, oraz syn Augustyn.
Antoni Gorzeński w 1766 r. zastawił Dobrzycę na trzy lata Wojciechowi z Werbna Rydzyńskiemu, późniejszemu pierwszemu przywódcy konfederacji barskiej w Wielkopolsce. Sam żywo również zaangażował się w działania konfederackie, zostając konsyliarzem wielkopolskiej Izby Konsyliarskiej i wysłannikiem do barskiej Generalności w Preszowie. Posiadane przez siebie dobra dobrzyckie sprzedał w 1772 r. synowi Augustynowi.
Jedyny syn Antoniego Gorzeńskiego, Augustyn, do czasu ostatniego rozbioru Rzeczypospolitej większość energii poświęcał działalności politycznej związanej przede wszystkim z dworem króla Stanisława Augusta Poniatowskiego. Z pewnością dopomogły w tym koneksje rodzinne, wynikające z korzystnego ożenku z Aleksandrą ze Skórzewskich (1761-1801). Właściciel Dobrzycy w 1774 r. otrzymał tytuł hrabiego pruskiego, uzyskiwał też kolejne godności ziemskie w Rzeczypospolitej – stolnika, chorążego i podkomorzego poznańskiego, przez dwór był też wysunięty na stanowisko wojewody poznańskiego, czego jednak nie uznała konfederacja targowicka. Od króla uzyskał też tytuł szambelana oraz odznaczenia orderami św. Stanisława i Orła Białego. Począwszy od 1778 r. posłował też na sejmy, w tym na Sejm Czteroletni.
Istotną rolę w jego życiu odegrała też szybko rozpoczęta kariera wojskowa, ukoronowana stopniem generała-lejtnanta w 1792 r. Wcześniej, od 1788 r., Gorzeński był generałem adiutantem przy królu, a zarazem komendantem gwardii królewskiej oraz szefem 1 regimentu pieszego koronnego.
Przy boku króla Gorzeński odegrał pewną rolę polityczną w okresie uchwalania Konstytucji 3 maja i wojny polsko-rosyjskiej 1792 r., a następnie insurekcji kościuszkowskiej, gdy pilnował interesów monarchy i prowadził rokowania kapitulacyjne z A. Suworowem.
Po 1795 roku generał Augustyn Gorzeński znaczną część swojej aktywności skierował ku rozbudowie rodowej siedziby. Sprowadzony przezeń w tym celu z Warszawy architekt Stanisław Zawadzki dla wzniesienia odpowiadającej duchowi czasu klasycystycznej budowli wykorzystał istniejące mury, wzbogacając je o czterokolumnowy portyk na styku obu skrzydeł. O obliczu rezydencji decydowała jednak przede wszystkim bogata polichromowana dekoracja wnętrz autorstwa Antoniego Smuglewicza i Roberta Stankiewicza, uzupełniona sztukateriami Michała Ceptowskiego i nieznanego artysty włoskiego.

### Turnowie
Po bezdzietnej śmierci generała Augustyna Gorzeńskiego w 1816 roku majątek przeszedł w ręce syna jego siostry Korduli Turno z Gorzeńskich, generała Kazimierza Turno herbu Trzy Kotwice. Ciężkie rany odniesione w wojnach napoleońskich sprawiły, że nowy dziedzic zmarł już rok później, pozostawiając dobra w rękach żony, Heleny z Rogalińskich i jej małoletnich dzieci. Jedyny syn tej pary, Jan Napoleon Turno (1806-1821), zmarł w wieku kilkunastu lat.
Warto wspomnieć, że w tym okresie w pałacu bywał często brat właściciela Adam Turno, również dawny oficer napoleoński, który pozostawił po sobie obszerne „Dzienniki” stanowiące jedno z najciekawszych źródeł dla badaczy życia codziennego ziemiaństwa wielkopolskiego w I połowie XIX w. Spod jego ręki wyszło również pierwsze opracowanie omawiające historię dobrzyckiego pałacu, opublikowane w 1835 r. w leszczyńskim „Przyjacielu Ludu”.

### Kottwitzowie i Bandelowowie
Rosnące zadłużenie dóbr doprowadziło do wystawienia ich na licytację, na której w 1836 roku kupił je baron Friedrich Heinrich Ernst von Kottwitz (1782–1842). Następnie trafiły one w ręce jego córki Frederike (1823–1912) i jej męża Louisa Bandelowa (zm. 1872). W tym okresie dokonano szeregu zmian w pałacu i jego otoczeniu – w niektórych wnętrzach dotychczasowe polichromie przykryto niemieckimi pejzażami romantycznymi, a park pałacowy powiększono od strony południowo-zachodniej o tereny, na których wcześniej znajdowała się część wsi Klonów.

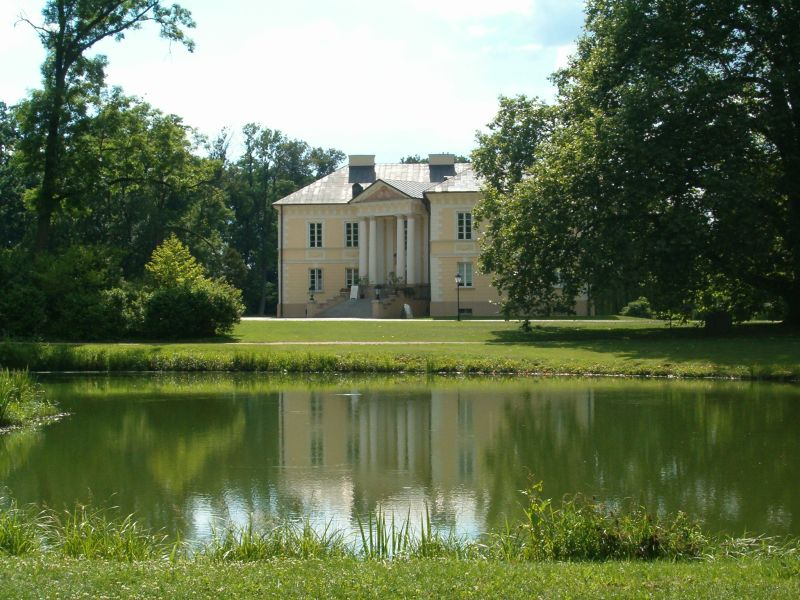
Elewacja frontowa pałacu
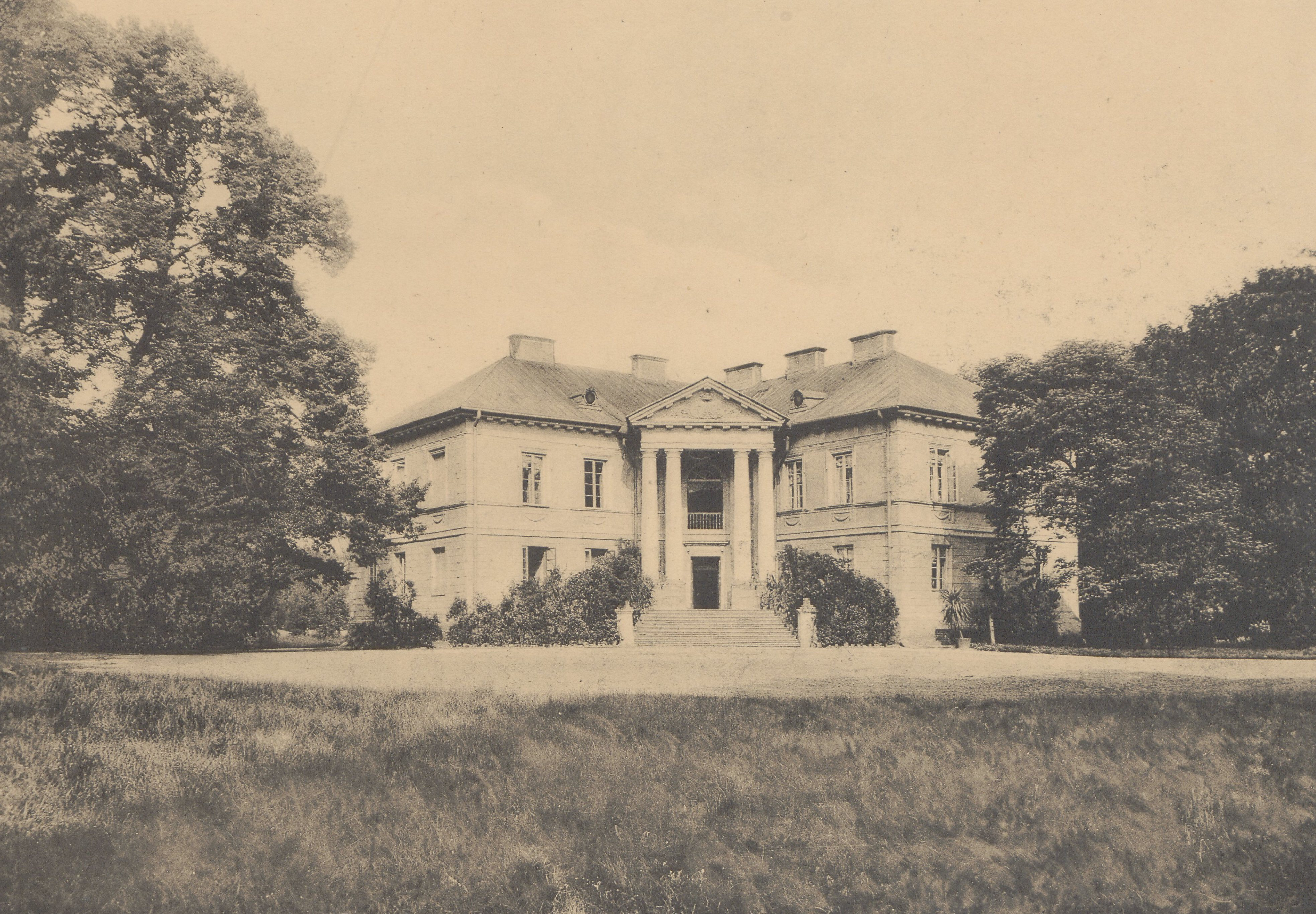
Widok pałacu przed 1912
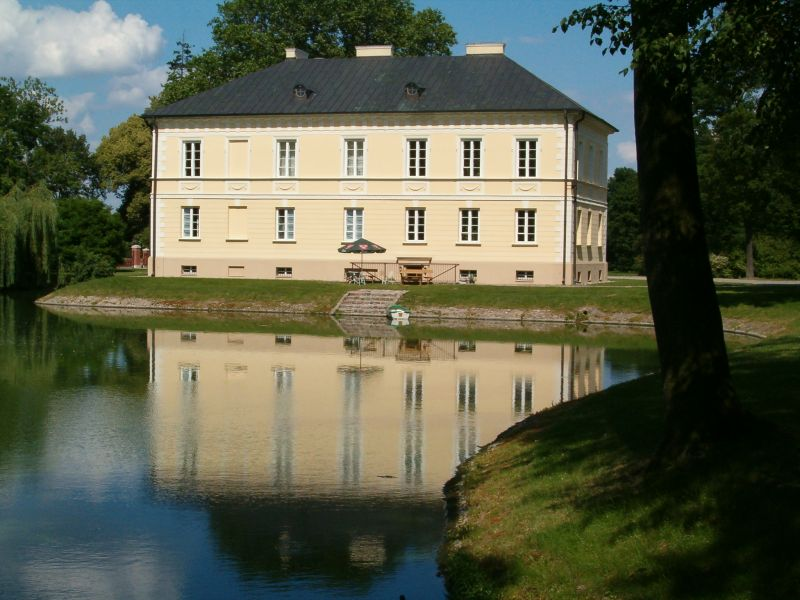
Elewacja zachodnia
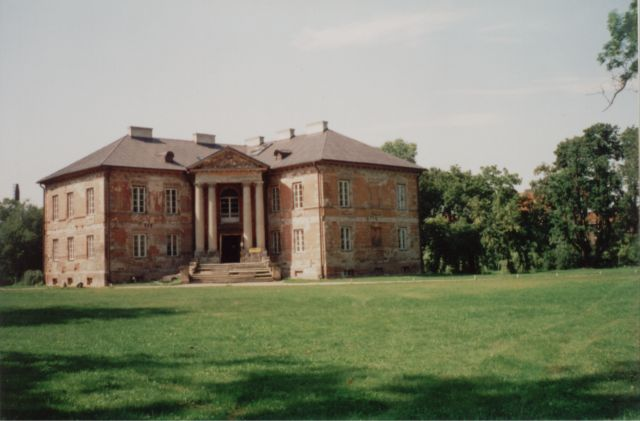
Pałac przed restauracją (2000)
- Film o pałacu i parku

### Czarneccy
W 1890 roku dobra powróciły w ręce polskie – nabył dla swego syna Józefa hrabia Zygmunt Stanisław Czarnecki herbu Prus III z Ruska, znany bibliofil i zbieracz numizmatów. Nowy właściciel, hrabia Józef Czarnecki (1857-1922), ożeniony ze Stanisławą z Lipskich, herbu Grabie, wnuczką generała Kazimierza Turno, dbał o majątek, ale i rozwój najbliższej okolicy. Jako członek wydziału powiatowego przeprowadził przez Dobrzycę budowę Krotoszyńskiej Kolei Wąskotorowej relacji Pleszew Miasto – Krotoszyn Wąskotorowy, był założycielem (wraz z ks. Stanisławem Nizińskim) Kółka Rolniczego, któremu sam przez szereg lat przewodniczył oraz w 1898 roku Banku Ludowego, gdzie objął prezesurę Rady Nadzorczej. W 1898 roku hr. Czarnecki wraz ze wspomnianym już ks. Stanisławem Nizińskim oraz gospodarzem Andrzejem Morkowskim zainicjowali powstanie Banku Spółdzielczego, który rozpoczął swoją działalność 10 kwietnia 1898 roku.
Józef Czarnecki zmarł 18 października 1922 roku, a majątkiem dobrzyckim, odziedziczonym przez wdowę po nim oraz ich niezamężne córki, do wybuchu II wojny światowej zarządzał syn Stefan (1893–1945), właściciel Siekowa i Trzebosza, który zmarł w 1945 roku w sowieckim łagrze Kołyma. W tym okresie w pałacu gościł m.in. marszałek Edward Rydz-Śmigły.

### Okres II wojny światowej
W październiku 1939 roku Niemcy wykorzystywali Dobrzycę jako punkt zborny dla wysiedlanych do Generalnego Gubernatorstwa ziemian i inteligencji wielkopolskiej, m.in. hrabiny Czarneckiej (1863-1948) z Lipskich, wdowy po Józefie z córkami Wandą (1895-1961) i Stanisławą (1891-1949). Od około 1940–1941 w pałacu urządzono magazyn zboża, co przyczyniło się do zniszczenia wszystkich parkietów. Zniszczone lub rozproszone zostało prawie całe wyposażenie pałacu oraz przechowywane w nim archiwalia.

### Lata powojenne
Pałac po wojnie dewastowany, zmieniał użytkowników i przeznaczenie. Od 1946-1947 stał pusty. W latach 1948–1950 ponownie został urządzony w pałacu magazyn zboża. Wówczas to częściowo zniszczona została płaskorzeźba w sali sztukateryjnej na piętrze przedstawiająca Porwanie Sabinek. Od 1951 roku w pałacu zamieszkali prywatni lokatorzy. Rok później, w 1952 roku zaczął funkcjonować Dom Kultury i Biblioteka Gminna.Kolejnymi lokatorami pałacu byli: w latach 1955–1962 dyrekcja Fabryki Obuwia, która zaadaptowała pałacowe sale na biura, w 1961 roku w sali na parterze, zwanej salą z pejzażem lokuje się Klub PTTK, w latach 1962–1971 szkoła podstawowa. Od roku 1988 pusty pałac przejęło Muzeum Narodowe w Poznaniu.

### Rewaloryzacja zespołu pałacowo-parkowego
Od końca lat 90. XX wieku remontowany i odnowiony pałac, z przeznaczeniem na muzeum, powraca do swojej świetności. Dzięki pracom konserwatorskim udało się odtworzyć pełną dekorację malarską, obejmującą wszystkie pomieszczenia, zarówno reprezentacyjne, jak i mieszkalne pałacu, co jest dziś ewenementem w skali ogólnopolskiej. W wyniku przeprowadzonych badań i zakończonych prac konserwatorskich można dziś podziwiać niezwykły zespół malowideł, z nieznanymi dotychczas dziełami Antoniego Smuglewicza. Dużym osiągnięciem było odnalezienie sygnatury mało dotąd znanego malarza, Roberta Stankiewicza.
Powstałe w 1988 roku stanowiło początkowo oddział Muzeum Narodowego w Poznaniu. Od początku 1996 roku jest samodzielną placówką, której oficjalne uroczyste otwarcie nastąpiło 14 lutego 2005 roku. Członkiem Rady Naukowej Muzeum był w tym okresie Tadeusz Cegielski. W 2009 roku muzeum zmieniło profil działalności, przekształcając się w Muzeum Ziemiaństwa w Dobrzycy Zespół Pałacowo-Parkowy. Obecnie prowadzi działalność edukacyjną, m.in. tzw. żywe lekcje dla uczniów okolicznych szkół, opracowuje własne wystawy, ze szczególnym uwzględnieniem tradycji ziemiańskich, dawnej obyczajowości i kolekcjonerstwa, eksponuje wypożyczone z innych muzeów wystawy czasowe, bierze udział w Europejskich Dniach Dziedzictwa i prowadzi działalność wydawniczą koncentrującą się na pogłębianiu wiedzy o dziejach ziemiaństwa polskiego.

## Architektura pałacu
Zespół pałacowo-parkowy w Dobrzycy określany jest jako przykład architektury barokowo-klasycystycznej, z wyraźnymi cechami stylu romantycznego. Ujawniają się one zwłaszcza w sposobie wkomponowania poszczególnych budowli w park krajobrazowy.
Piękno pałacu ujawnia się zwłaszcza od strony południowej. Budynek składa się z dwóch nierównej wielkości skrzydeł na planie litery „L”, z łączącym je czterokolumnowym portykiem w stylu toskańskim, zwieńczonym frontonem zawierającym herby: Nałęcz i Prus III. Cytat z Horacego Ille terrarum mihi praeter omnes angulus ridet (łac.: Ten zakątek na ziemi milszy mi ponad wszystko) umieszczony jest nad drzwiami wejściowymi. Warto zauważyć, że łacińskie słowo angulus oznacza oprócz zakątka również węgielnicę, jeden z symboli wolnomularskich.
Wnętrze nie posiada elementu dominującego. W niemal wszystkich wnętrzach znajduje się bogata i wysokiej klasy artystycznej dekoracja malarska wykonana przez Antoniego Smuglewicza. Płaszczyzny ścian większości pomieszczeń pokrywają iluzjonistyczne malowane imitacje podziałów architektonicznych oraz dekoracji sztukatorskiej i płaskorzeźbionej, a w westybulu dolnym i jadalni również boniowanej. Szczególne wrażenie wywołują ozdobione pejzażami iluzjonistycznymi sale: balowa, egipska i pejzażowa oraz salonik groteskowy, pokryty bogatą polichromią wzorowaną na rafaelowskich dekoracjach loggii watykańskich.
Spośród innych pomieszczeń wyróżnia się dekoracja salonu ze sztukaterią, zdobionego sztukateriami autorstwa Michała Ceptowskiego oraz nieznanego artysty włoskiego. Uwagę zwraca również dekorująca jedną ze ścian płaskorzeźba przedstawiająca Porwanie Sabinek – kopia szesnastowiecznego dzieła Giambologny.

Herb Nałęcz
Herb Prus III
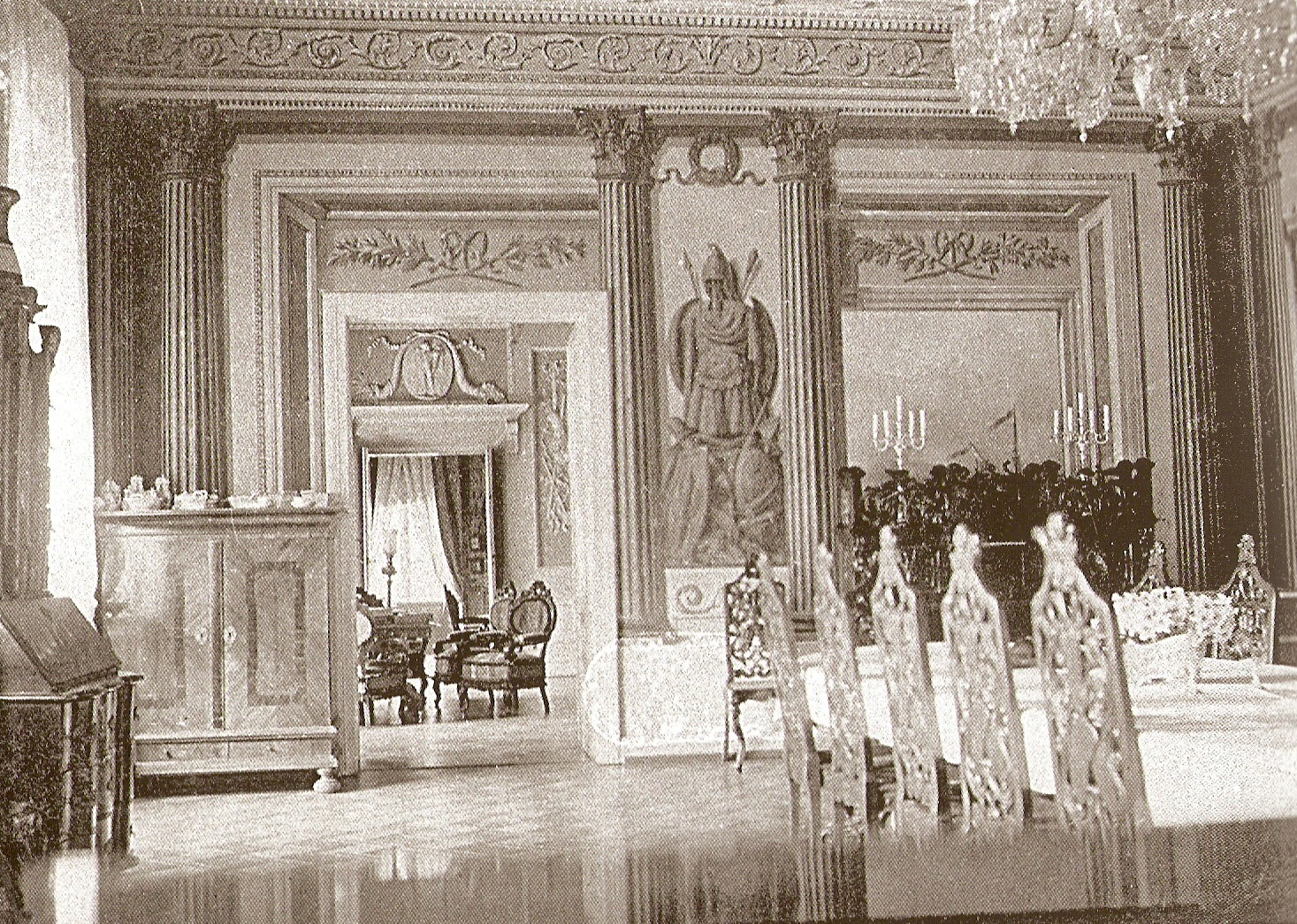
Sala balowa, 1930
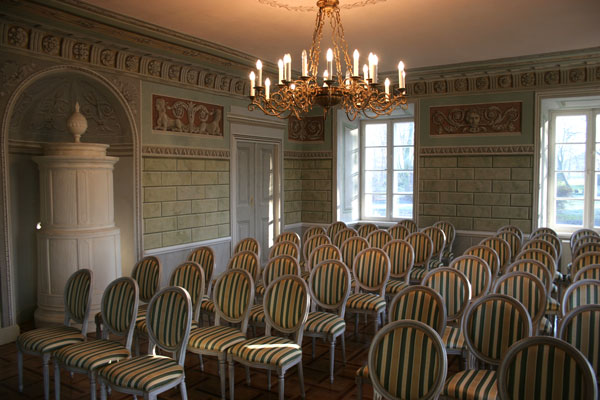
Dawna sala balowa
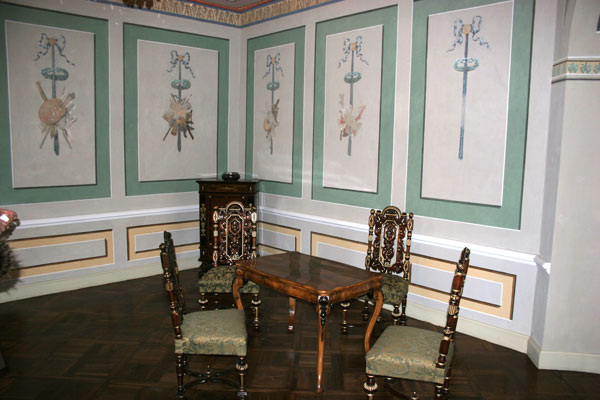
Dekoracje iluzjonistyczne

### Piwnice
Przebudowa pałacu przez Stanisława Zawadzkiego objęła cały budynek, w tym pałacowe piwnice. Dobudowano wówczas skośny palladiański portyk, dzięki czemu utworzono nową, dolną sień na planie owalu, skąd można było dostać się do pomieszczeń gospodarczych. W części wschodniego skrzydła utworzono stancję dla lokaja, która połączona była schodami z garderobą na parterze. W części południowej usytuowano wielką kuchnię, która zajmowała niemal całą przestrzeń.

### Parter
Drzwi wejściowe prowadzą do westybulu dolnego, który poprzez arkadowe prześwity i dwuprzęsłowe, krzyżowo sklepione przejście skomunikowany jest ze znajdującą się po jego prawej stronie główną klatka schodową. Od strony południowej arkadowe prześwity łączą go również z boczną klatką schodową. Wnętrza parteru, zarówno mieszkalne, jak i reprezentacyjne, połączone są ze sobą amfiladowo, bez kompozycyjnego powiązania poszczególnych pomieszczeń – są to kolejno: sala jadalna z kredensem, antykamera (salon przy jadalni), sala z pejzażem, salonik z amorkami, salonik groteskowy, sypialnia i garderoba.

### Piętro
Kondygnacja piętra jest wyższa od parteru i powtarza jego układ. Prowadzi na nie okazała klatka schodowa z podestem w połowie biegu, ozdobiona iluzjonistycznie namalowanym prześwitem pomiędzy toskańskimi kolumnami przedstawiającym pejzaż. Z sieni piętra, oświetlonej wielkim półkolistym portfenetrem przechodzi się do kolejnych pomieszczeń. Ich amfiladę tworzą kolejno sala balowa, salon ze sztukaterią, salon narożny (biblioteka), salonik z amorkami, sali egipska, salonik kominkowy i pokój z antresolą.

## Park pałacowy

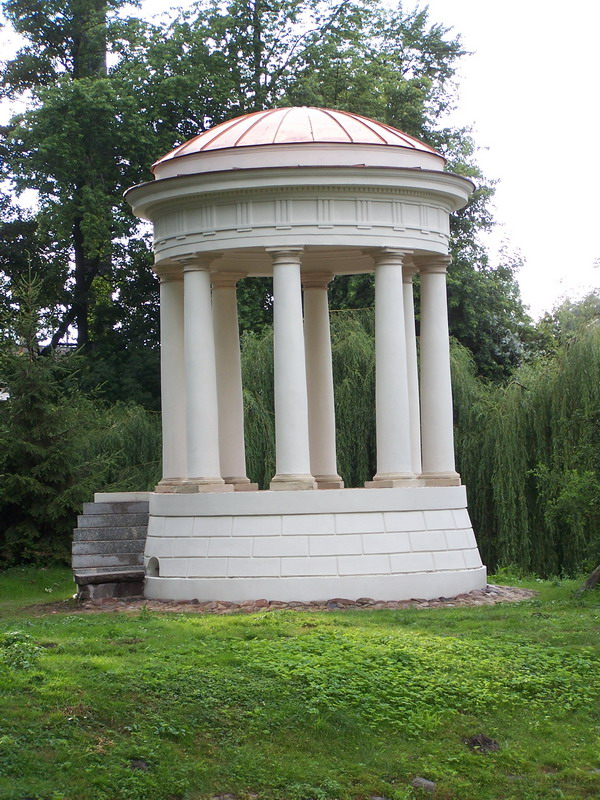
Monopter (po restauracji) na sztucznej wyspie w parku pałacowym w Dobrzycy

Park, usytuowany u zbiegu dwóch nurtów rzeczki Potoki (dopływ Lutyni), powstał równocześnie z pałacem. Był jednym z pierwszych w Wielkopolsce parków krajobrazowych. Został on założony w miejsce dawnego ogrodu włoskiego. Obok wymienianych w źródłach ogrodników Giencza (pochowany podobno na terenie parku) i Langego istotą rolę w jego powstaniu odegrał zapewne Stanisław Zawadzki. Park miał charakter ogrodu angielskiego z wczesnymi cechami ogrodu romantycznego. Romantycznych cech nadawały mu (nie zachowane już dziś) sztuczne ruiny oraz grota, która według legendy jest początkiem długiego podziemnego korytarza prowadzącego do Zamku Górków w Koźminie, wybudowane po przeciwległych stronach wschodniego stawu. W II poł. XIX wieku umieszczono nad tym stawem rzeźbę ogrodową, tak zwaną Babę z kamienia lub Babę Jagę.

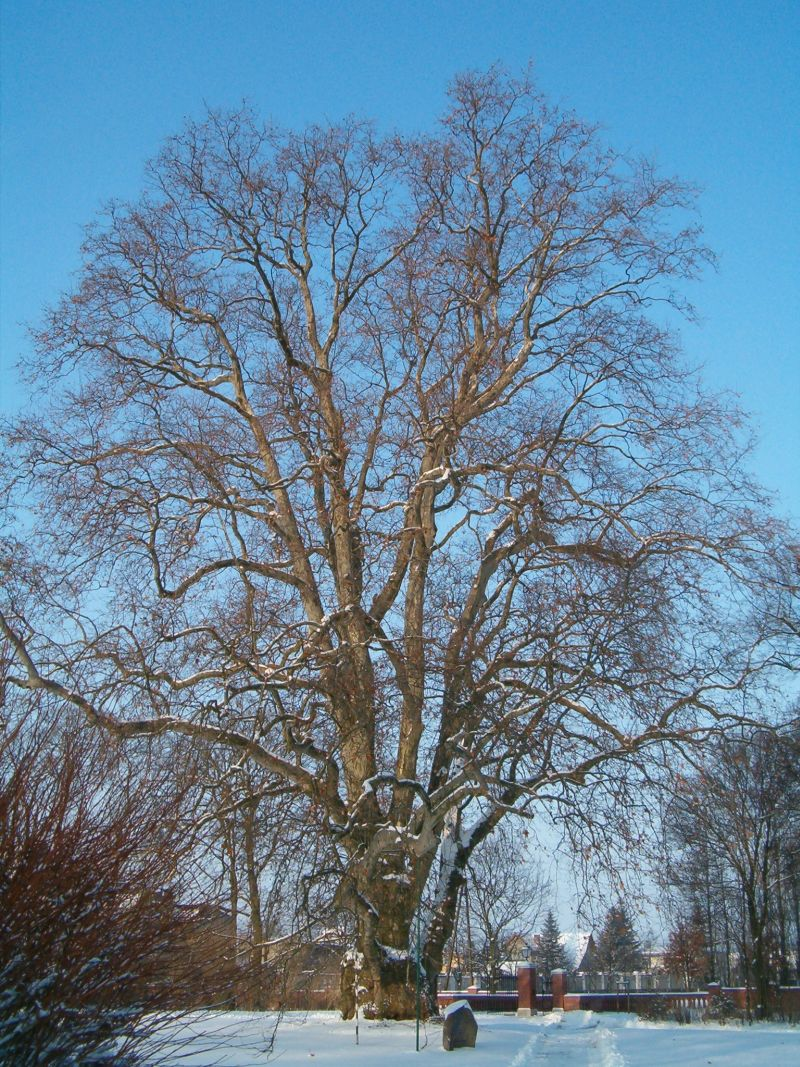
Platan

W przeszłości rosło w parku 120 gatunków drzew i krzewów (dominowały gatunki iglaste). Obecnie (powierzchnia parku obejmuje 10,5 ha) pozostało około 40 gatunków, wśród których znajduje się 31 pomników przyrody. Do najważniejszych okazów należy ogromny platan, jeden z największych w Europie (ponad 10 m obwodu pnia), pochodzący z ok. 1735 roku. W parku rośnie paklon – najstarsze drzewo tego gatunku w Polsce
Współczesny wygląd i kompozycja (nie licząc zniszczeń spowodowanych w czasie II wojny światowej i okresie powojennym) jest dziełem hrabiego Zygmunta Czarneckiego i współczesnych konserwatorów. Na początku XIX wieku park miał całkowicie inny kształt i rozplanowanie. Początkowo wjazd do rezydencji znajdował się od strony południowo-wschodniej (droga od folwarku). Poprzez niewielkie wzniesienie, z którego widać było regularny kształt fasady z portykiem prowadziła główna aleja dojazdowa będąca na osi pałacu.
Zarówno owa droga, jak i podjazd (plac) przed pałacem były wybrukowane. W miejscu obecnego wjazdu z drogi od północy wznosiła się wówczas murowana podłużna oficyna, przeznaczona dla służby połączona ceglanym murem z prostokątnym budynkiem z narożnymi kolistymi basztami.

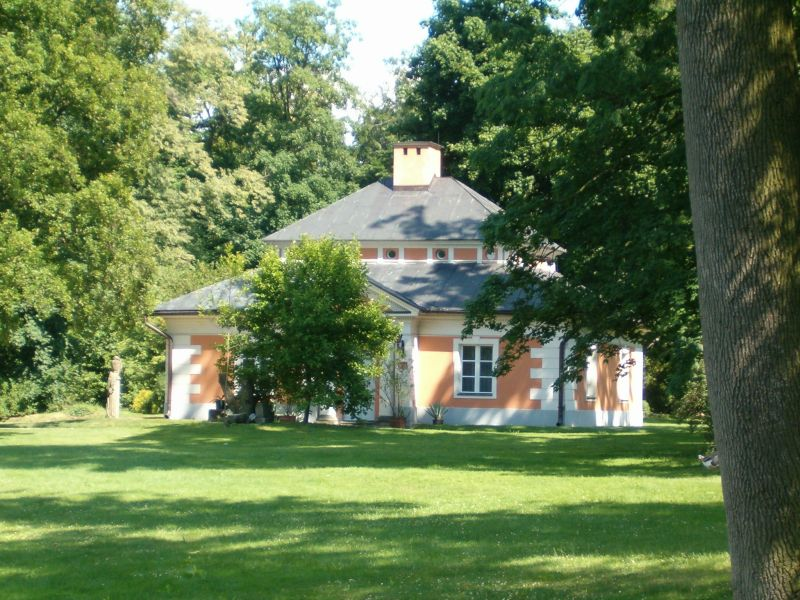
Oficyna pałacu w Dobrzycy

Budynki stajni i wozowni (znane niestety tylko ze starych fotografii) znajdowały się za oficyną i drogą prowadzącą do Rynku. Z okien pałacu rozpościerał się widok na poszczególne pawilony mieszcząc się na terenie posiadłości takie jak budynek Fermy, Panteon, Glorietę (monopter) na wyspie, naśladującą angielskie pawilony wielkich ówczesnych realizacji ogrodowych. Były także groty, z których wypływały pierwotnie kaskady wody oraz pawilon chiński przeznaczonym do medytacji lub odpoczynku.

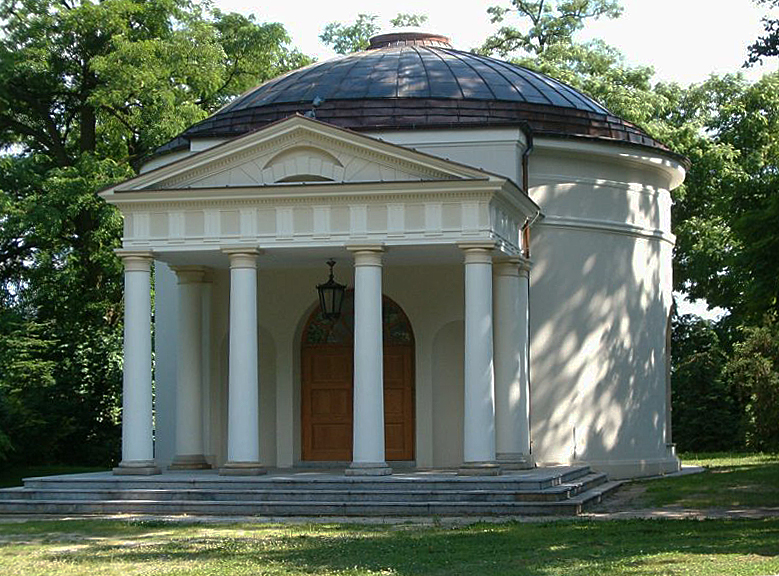
Panteon przy pałacu w Dobrzycy.

W części południowej rezydencji znajdowały się ogrody warzywne i sad na osi od południa z widokiem na budynek Panteonu (zbudowany na wzór rzymskiego Panteonu), pełniący rolę pawilonu ogrodowego. W jego pobliżu była wystawiona oranżeria (rozebrana w latach 60. XX w.), a w II poł. XIX wieku powstała na zachód od niej osada ogrodnicza. Poza Panteonem można znaleźć inne elementy architektury ogrodowej. Jest to sztuczna wyspa na jednym ze stawów z ośmiokolumnowym monopterem, na którą można się dostać przechodząc rzymskim mostkiem. W skład kompleksu wchodzą również domek ogrodnika, oficyna przykryta tzw. dachem krakowskim (kolankowym), stajnie i inne zabudowania gospodarcze. Nieodłącznym elementem parku jest tajemnicza ślimacza lub mysia górka.
Całość założenia parkowego otoczona została kanałami odgradzającymi park od grobli, którą Gorzeński przeprowadził nowe połączenie komunikacyjne z miasteczkiem.
Pałacowy park jest też miejscem, gdzie przechowywane są obecnie dwa ocalałe kamienie nagrobne – macewy z dawnego cmentarza żydowskiego w Dobrzycy i stanowią dziś jedyne świadectwo pobytu ludności żydowskiej w miasteczku. Macewy dedykowane są: kobiecie o imieniu Mindel (Mendel) córce Eliahu Abrahama, zmarłej w 1916 roku i mężczyźnie Beniaminowi Fraenkel’owi, zmarłemu 20 kwietnia 1879 roku.
Odtworzony (...) układ założenia lokuje pałac i park w Dobrzycy w kręgu wybitnych europejskich realizacji rezydencjonalnych tego czasu, na równi z podwarszawskim Natolinem, czy licznymi podobnymi założeniami z terenu Niemiec. – prof. dr hab Jan Marek Skuratowicz.
Dobrzyca to Wielkopolskie Łazienki. Obie instytucje są braterskie, pochodzą z jednej rodziny. Dają świadectwo wielkiej chwały króla Stanisława Augusta Poniatowskiego i jemu najbliższych, do których należał fundator Dobrzycy, generał Augustyn Gorzeński – Minister Kultury Waldemar Dąbrowski

## Archiwalia pałacowe
Pierwsza wzmianka o pałacowych archiwaliach pochodzi z monografii Dobrzycy, której autorem był ks. Stanisław Śniatała. Zgodnie z jego przekazem, tuż po przejęciu dobrzyckich dóbr przez barona Friedricha Heinricha Ernesta von Kottwitz w 1836 roku zostały spalone liczne polskie pamiątki, między innymi pałacowe archiwalia. Prawdopodobnie część archiwaliów trafiła wcześniej do majątku Turnów w Objezierzu, wiele innych przetrwało jednak w Dobrzycy do wybuchu II wojny światowej. Z przekazów hr. Wandy Czarneckiej wiadomo, że znajdowały się tam m.in. plany autorstwa Stanisława Zawadzkiego – projektanta pałacu.
Do dziś zachowało się ich bardzo mało. Te, które pozostały przechowane zostały przez Ludwika Baranowskiego (przedwojenny ogrodnik hrabiowski). Owe akta otrzymał on od Amtskommissara Herberta Laube, by używać ich do pakowania sprzedawanych produktów spożywczych i do przepalania w szklarniach zlokalizowanych za parkiem Strzeleckim. Pan Baranowski zabrał dokumenty i w ukryciu je posegregował (według swego uznania). Cześć schował, a w część pakował warzywa Polakom, na których domyślność w sprawie przechowania akt liczył.
W czerwcu 1977 roku przekazał zachowane akta Tadeuszowi Mikołajewskiemu z prośbą o przekazanie ich odpowiedniej instytucji w Dobrzycy. Z chwilą powstania biblioteki muzealnej akta pałacowe powrócą do pałacu.
Wykaz zachowanych akt pałacu w Dobrzycy
- Akta XVIII wieku i starsze. Odpisy z jeszcze starszych akt. Kart 1 – 88.35x22 cm, dawna sygn. F 6(b)?
- Akta doręczone dominium Dobrzyca w sprawie Holendrów Izbiczna rok 1796-1810. Od nr 4 – 208, sygn. Nr 1(?)(Lit.)ZJ, na odwrocie KM 215
- A. Gorzeński, Oryginał praw miejskich, 4 karty 1790 rok
- Augustyn Nałęcz z Gorz. Gorzeński 1787 2 karty
- Inwentarz osiedły miasteczka Dobrzyca 1709, 1 karta
- Acta Katilische Kieche und Pfare..., Acta magnolia Domin. Dobrzyca 1838–1840, 33 karty, sygn. K 7 (nr 2)
- Kopia praw miejskich 1790, 4 karty
- Acta betreffend Wege und Brücken Suchen zu Dobrz. 1837-1845, 1 – 55 kart, 1 alb., sygn. F II
- Akten des Landesgenichtsrat...Bandelow 1845-1851, karty nielicz. 1 – 116, sygn. B 95
- Bandelow Ampel 4(5)86, kart 1 – 20 i 12 n/h., razem 32 karty, sygn. B 95
- My Aleksander II Cesarz Wszechrosji... 1867, kart 26
- Rechtsgatungen betreffen... Koryta ok. 1885, 4 karty
- Anton Gorzenica Gorzeński (język niemiecki) 1752, 2 karty.

## Duchy z dobrzyckiego pałacu
Najstarszy opis ducha związanego z pałacem pochodzi z 1819 r. Znajduje się on w pamiętniku Adama Turno Autor był bratem właściciela Dobrzycy, generała Kazimierza Turno. Po jego śmierci, w 1817 r., bardzo często przebywał w Dobrzycy. Jego brat Kazimierz przeznaczył mu nawet apartament w oficynie. Adam Turno pisze w następujący sposób: kiedy przyjechałem do pięknej, lecz smutnej Dobrzycy, osobliwe miałem widzenia... W godzinach porannych widział osobę w bieli wchodzącą do pokoju, a także słyszał strzały. Zdawało mu się, że coś pęka w ścianach co mnie niezmiernie niepokojnym robiło. Liczne są opowieści przekazane przez starszych mieszkańców Dobrzycy o dziwnym tabunie koni, który z wielkim impetem przebiegał przez dawny drewniany most znajdujący się za parkiem. Słychać było tętent i rżenie koni, ale po przebiegnięciu mostu całe zjawisko znikało.
Duchy pojawiają się też we wspomnieniach kamerdynera pałacu w Dobrzycy Władysława Mateckiego. Podaje on, że w budynku dało się wielokrotnie słyszeć dziwne, niepokojące odgłosy przypominające jakby brzęczenie łańcuchów dochodzące z pałacowych piwnic. Hrabianka Wanda Czarnecka próbując rozwikłać tę zagadkę domniemywała, że w piwnicach zakopany został ktoś i jego dusza niespokojna potrzebuje pomocy. Na jej prośbę Władysław Matecki dokonał przeszukania piwnic i odnalazł coś w rodzaju zasklepionej od góry studni. Po przebiciu otworu na dnie znalazł zakutego w żelazo kościotrupa. Nie wiedząc czyje to szczątki, zabrał je wraz z hrabianką Wandą i odmawiając zdrowaśki zakopali w parku między platanem a sztucznymi ruinami (dziś nieistniejące). Od tego czasu w pałacu przestano słyszeć dziwne głosy.